# Vorenus et Pullo
 (avril 2024).
La mise en forme du texte ne suit pas les recommandations de Wikipédia : il faut le « wikifier ».
Les points d'amélioration suivants sont les cas les plus fréquents. Le détail des points à revoir est peut-être précisé sur la page de discussion.
- Les titres sont pré-formatés par le logiciel. Ils ne sont ni en capitales, ni en gras.
- Le texte ne doit pas être écrit en capitales (les noms de famille non plus), ni en gras, ni en italique, ni en « petit »…
- Le gras n'est utilisé que pour surligner le titre de l'article dans l'introduction, une seule fois.
- L'italique est rarement utilisé : mots en langue étrangère, titres d'œuvres, noms de bateaux, etc.
- Les citations ne sont pas en italique mais en corps de texte normal. Elles sont entourées par des guillemets français : « et ».
- Les listes à puces sont à éviter, des paragraphes rédigés étant largement préférés. Les tableaux sont à réserver à la présentation de données structurées (résultats, etc.).
- Les appels de note de bas de page (petits chiffres en exposant, introduits par l'outil «  Source ») sont à placer entre la fin de phrase et le point final[comme ça].
- Les liens internes (vers d'autres articles de Wikipédia) sont à choisir avec parcimonie. Créez des liens vers des articles approfondissant le sujet. Les termes génériques sans rapport avec le sujet sont à éviter, ainsi que les répétitions de liens vers un même terme.
- Les liens externes sont à placer uniquement dans une section « Liens externes », à la fin de l'article. Ces liens sont à choisir avec parcimonie suivant les règles définies. Si un lien sert de source à l'article, son insertion dans le texte est à faire par les notes de bas de page.
- La présentation des références doit suivre les conventions bibliographiques. Il est recommandé d'utiliser les modèles {{Ouvrage}}, {{Chapitre}}, {{Article}}, {{Lien web}} et/ou {{Bibliographie}}. Le mode d'édition visuel peut mettre en forme automatiquement les références.
- Insérer une infobox (cadre d'informations à droite) n'est pas obligatoire pour parachever la mise en page.

Pour une aide détaillée, merci de consulter Aide:Wikification.
Si vous pensez que ces points ont été résolus, vous pouvez retirer ce bandeau et améliorer la mise en forme d'un autre article.
Lucius Vorenus et Titus Pullo étaient deux centurions romains qui sont mentionnés dans les écrits personnels de Jules César. Bien qu’il soit parfois indiqué dans l'historiographie que ces deux légionnaires étaient membres de la 11e Légion (Legio XI Claudia), César n’a jamais indiqué le numéro de la légion de Vorenus et Pullo. Dans ses écrits, il ne mentionne que les mots in ea legione, ce qui veut dire « dans cette légion ». Tout ce que l’on sait, c’est que la légion dans laquelle ils ont servi sous César était commandée par Quintus Tullius Cicero, frère cadet du célèbre orateur Cicéron

## Vie connue
Lucius Vorenus et Titus Pullo apparaissent dans l'œuvre de Jules César Commentaires sur la guerre des Gaules. C'est au livre 5, chapitre 44 que César décrit les deux centurions approchant des premiers rangs. César note que les deux hommes partageaient une grande rivalité personnelle. Le passage se déroule en 54 avant Jésus Christ lorsque les Nerviens attaquent la légion dirigée par Quintus Cicéron dans leurs quartiers d'hiver sur le territoire nervien.
Selon César, (voir texte intégral) lors de l’attaque des Nerviens, Pullo voulu surpasser Vorenus. Titus Pullo sortit du camp fortifié et attaqua l'ennemi. Il lança son pilum sur l'un des ennemis à courte distance, mais sa ceinture fut simultanément percée par une lance, l'empêchant de dégainer son épée, et il fut entouré par d'autres Nerviens. Ensuite, Vorenus, suivant des yeux Pullo depuis les fortifications du camp romain, atteignit le site de la mêlée et engagea l'ennemi au corps à corps. Après avoir tué l'un des ennemis et repoussé les autres, Vorenus perdit pied sur le terrain irrégulier et fut en situation difficile. Alors que les Nerviens se rapprochaient de Vorenus, Pullo vint à son tour à l’aide de son camarade. Après avoir tué bon nombre de leurs adversaires, les deux hommes se retirèrent dans la sécurité des fortifications en passant au milieu des applaudissements rugissants de leurs camarades, ou « couverts de gloire », comme le décrit César,.
Après cet épisode dans le nord de la France, Lucius Vorenus disparaît alors de l'histoire écrite. Cependant, on sait que, pendant la guerre civile de 49 avant Jésus Christ, son collègue Titus Pullo fut affecté à la légion XXI Victrix Rapax, une nouvelle légion italienne commandée par le légat Gaius Antonius. En 48 avant Jésus Christ, Gaius Antonius fut bloqué sur une île et contraint de se rendre. Titus Pullo était apparemment responsable du fait que la plupart des soldats avaient changé de camp pour se battre aux côtés de Pompée. Plus tard cette année-là, il est enregistré en train de défendre courageusement le camp de Pompée en Grèce contre l'attaque de César peu avant la bataille de Pharsale.

## Représentations fictives
- Lucius Vorenus et Titus Pullo sont les personnages principaux de la série télévisée originale Rome des chaines de télévision HBO / BBC / RAI. Le personnage de Lucius Vorenus est joué par l'acteur britannique Kevin McKidd et Titus Pullo par l'acteur britannique Ray Stevenson. Les auteurs de la série se sont permis quelques libertés avec les personnages. En effet, contrairement aux centurions décrits par César, les personnages fictifs font partie de la treizième légion. ( Legio XIII Gemina ), alliée de César, et particulièrement d'Octave. Lucius Vorenus est présenté comme plus conservateur, intransigeant, soucieux d'honorer les dieux et tendu, tandis que Pullo est décrit comme un soldat tapageur et désinvolte, mais honorable puisque Titus Pullo ne fait pas défection auprès de Pompée.
- Lucius Vorenus et Titus Pullo peuvent tous deux être gagnés en tant que serviteurs, ajoutant ainsi un bonus de statut pour les personnages jouables dans le jeu vidéo Total War : Rome II . Leur description et les citations incluses sont directement tirées de la série télévisée Rome.
- Lucius Vorenus et Titus Pullo sont des personnages mineurs de César, le cinquième livre de la série Masters of Rome de Colleen McCullough. Ils sont représentés comme des Centurions, servant sous les ordres de Quintus Cicéron, commandant de la Neuvième Légion ( Legio IX Hispana ).
- Vorenus et Pullo apparaissent dans la tétralogie de la Légion du cycle Videssos de Harry Turtledove. Les romans racontent les aventures de plusieurs manipules des légions de César en Gaule qui sont emportés par des sorts de druides vers un pays de magie vaguement basé sur l'Empire byzantin. Les deux compagnons sont assez fidèles au portrait de César, commençant comme légionnaires rivaux avant de gravir le rang de centurion et de devenir rapidement amis.
- Vorenus et Pullo apparaissent comme des gardes prétoriens à embaucher dans le jeu PC 2022 Expeditions : Rome[5].
- Tous deux apparaissent dans le deuxième livre de la série «Marius' Mules» ou en Français Les Mules de Marius de SJA Turney . Pullo est le centurion senior (Primus Pilus) du XIII tandis que Vorenus était le Pilus Prior (Centurion de la cohorte auquel son premier siècle est rattaché).